# جواو غوميز (كرة سلة)
جواو غوميز (بالبرتغالية: Bétinho) مواليد 2 مايو 1985 في الرأس الأخضر، هو لاعب كرة سلة برتغالي. بدأ مسيرته الاحترافية في سنة 2003. يلعب مع فريق أكويلا باسكت ترينتو في ليغا باسكيت الدرجة الأولى. يحمل الرقم 15. يبلغ طوله 6 قدم 7 بوصة (2.0 م).

## المسيرة الاحترافية
لعب مع نادي كانتابريا لكرة السلة في الدوري الإسباني في موسم 2007–2008، ثم لعب مع نادي بريوغان لكرة السلة من سنة 2008 إلى 2011، ثم لعب مع بنفيكا لكرة السلة من سنة 2011 إلى 2014، ثم لعب مع نادي أندورا لكرة السلة في الدوري الإسباني من سنة 2014 إلى 2016، ثم لعب مع أكويلا باسكت ترينتو في الدوري الإيطالي في سنة 2016.

## روابط خارجية
- جواو غوميز على موقع الاتحاد الدولي لكرة السلة (الإنجليزية)
- جواو غوميز على موقع الدوري الإسباني لكرة السلة (الإسبانية)
- جواو غوميز على موقع كرة السلة الأوروبية.كوم (الإنجليزية)
- جواو غوميز على موقع ريلجم (الإنجليزية)
- جواو غوميز على موقع بروبوليرز (الإنجليزية)
- جواو غوميز على موقع سبورتس رفرنس (الإنجليزية)